# Piszkés-tető
Piszkés-tető är en kulle i Ungern.   Den ligger i provinsen Heves, i den norra delen av landet, 80 km nordost om huvudstaden Budapest. Toppen på Piszkés-tető är 938 meter över havet.
Terrängen runt Piszkés-tető är huvudsakligen kuperad. Runt Piszkés-tető är det ganska tätbefolkat, med 56 invånare per kvadratkilometer. Närmaste större samhälle är Parádsasvár, 6,2 km öster om Piszkés-tető. I omgivningarna runt Piszkés-tető växer i huvudsak lövfällande lövskog.